# Fietstaxi
Een fietstaxi is een fiets waarmee men zich tegen betaling kan laten vervoeren.
Fietstaxi's zijn buiten Nederland en België veel gebruikte middelen van openbaar vervoer. Vooral in landen waar de plaatselijke hoogteverschillen in het landschap niet al te groot zijn. De uitvoering verschilt. In veruit de meeste gevallen wordt de reiziger zittend in een driewieler onder een afdakje vervoerd, waarbij de bestuurder of vóór, of achter de passagier zit, maar ook komt voor dat eenvoudig op de bagagedrager van een gewone fiets dient te worden plaatsgenomen. Er zijn ook fietstaxi's waarbij de stoel tussen twee fietsen is gemonteerd en versies waarbij de stoel als zijspan wordt gebruikt. De moderne fietstaxi's kennen hun oorsprong in Berlijn, Duitsland, waar ze sinds 1997 geëxploiteerd worden.

## Fietstaxi in Nederland
Het gebruik van de fietstaxi in Nederland is niet zo groot. Wel in het huidige Indonesië. In Nederland werd tijdens de Tweede Wereldoorlog in Den Haag en Amsterdam gebruikgemaakt van fietstaxi's vanwege de onderdelen- en benzineschaarste van gemotoriseerde voertuigen. Midden 1941 verbood de bezetter deze vorm van transport, als strijdig met het gezonde en natuurlijke moraliteitsgevoel van den Noord-europeeschen mens.
Voor korte ritten maken toeristen en milieubewuste mensen er graag gebruik van.

### Fietstaxi in Amsterdam

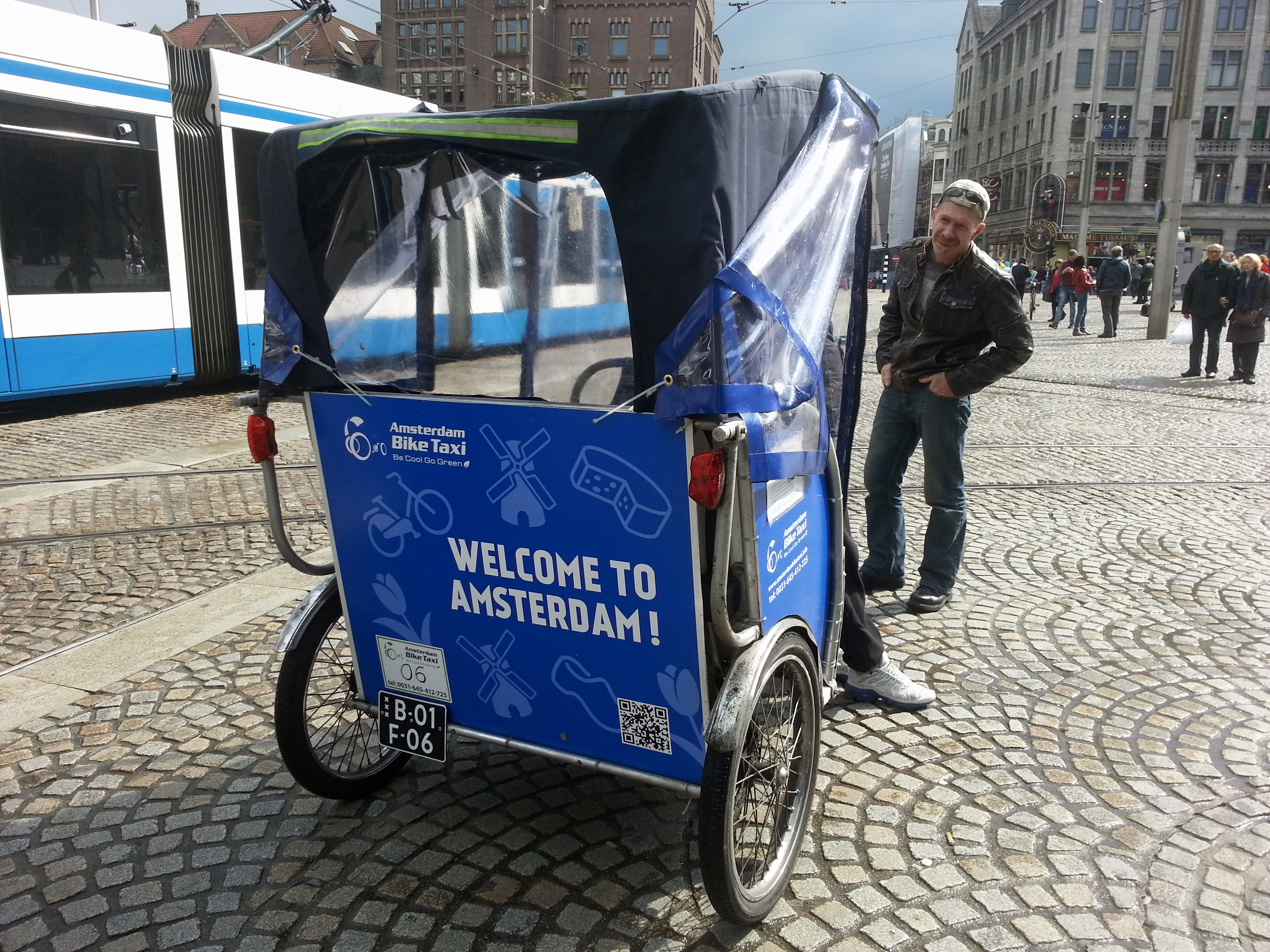
Een fietstaxi met registratieplaat in Amsterdam.

In Amsterdam is in 2003 na een jaar proefdraaien besloten fietstaxi's permanent toe te laten in de stad. Sinds dat jaar rijdt Wielertaxi in Amsterdam. Vanaf de zomer 2006 is er een tweede fietstaxibedrijf bijgekomen: Fiets Taxi Amsterdam. Vanaf 2009 is de markt vrijgegeven.
De chauffeurs zijn freelancers en zelfstandigen en zijn vergunningsplichtig als straatartiest. De fietstaxi's rijden van 10 uur 's morgens tot 3 à 6 uur 's nachts. Standplaatsen zijn Damrak, Leidseplein, Rembrandtplein, Oudezijds Voorburgwal, Oudezijds Achterburgwal, Nieuwmarkt en Koningsplein. Verder kunnen ze op straat worden aangehouden door consumenten voor een rit of tour.
Nadeel is dat de fietspaden in Amsterdam niet berekend zijn op fietstaxi's. De fietstaxi neemt het gehele fietspad in beslag en gaat een stuk langzamer dan het overige fietsverkeer. Ongewenste (soms gevaarlijke) situaties ontstaan wanneer het overige fietsverkeer (en in de praktijk ook vaak bromfietsen) de fietstaxi over de stoep of via de straat gaat inhalen. Indien een fietspad geheel afwezig is houdt de fietstaxi ook het gemotoriseerde verkeer op omdat de fietstaxi vaak net te breed is om te passeren.

### Fietstaxi in Dordrecht
Kort na de introductie van de fietstaxi in Amsterdam is de fietstaxi met succes ook in Dordrecht geïntroduceerd. Sinds enkele jaren zijn de fietstaxi's een vertrouwd gezicht in de binnenstad. De fietstaxi is op afroep beschikbaar, of aan te houden op straat. De fietstaxi wordt het meest gebruikt voor pendelritten tussen het centrum en het centraal station, of de haltes van de Waterbus, en dan vaak ook door mensen die slecht ter been zijn.

### Andere plaatsen
- Arnhem
- Breda
- Delft
- Den Haag
- Enschede

- Groningen
- Leeuwarden
- Hoorn
- Houten
- Rotterdam

- Sint-Truiden
- Tilburg
- Zutphen
- Zwolle

## Fietstaxi in Azië

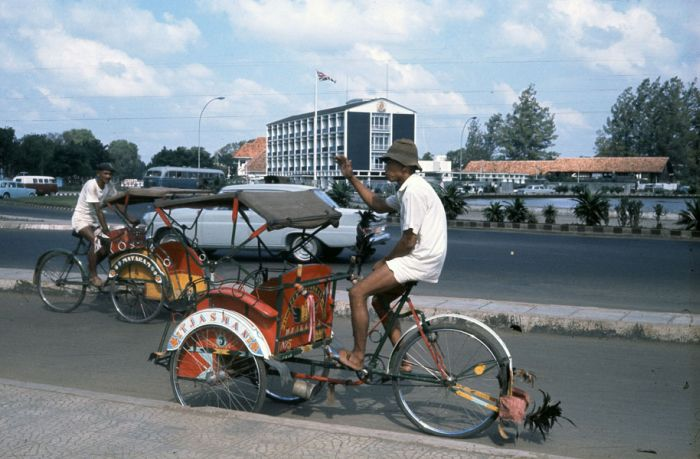
Fietstaxi (betjak) in Indonesië

In Azië wordt op grote schaal gebruikgemaakt van vervoer per fietstaxi. Indonesië kent de betjak, Thailand de samlor.
Voor dit soort vervoermiddelen uit het Verre Oosten wordt de benaming riksja het meest gebruikt.